# Thuidium brevirameum
Thuidium brevirameum là một loài rêu trong họ Thuidiaceae. Loài này được Dixon mô tả khoa học đầu tiên năm 1934.